# Johann Baal
Johann Baal (auch Pater Marianus Baal OSB) (* 18. Dezember 1657 in Karlstadt; † 19. Mai 1701 in Münsterschwarzach) war ein deutscher Komponist des Barocks.

## Leben

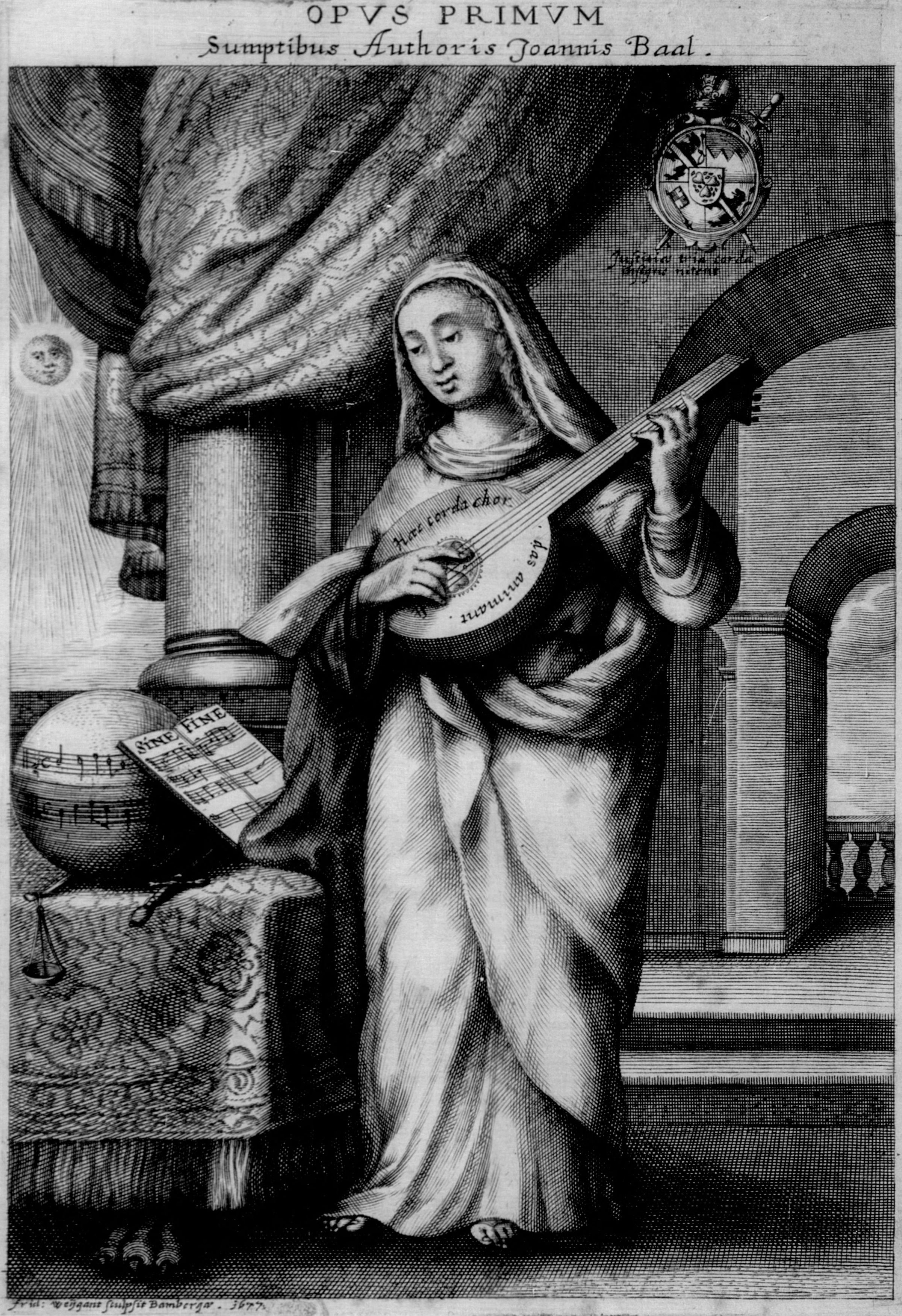
Stich aus Baals Opus primum

Erstmals erwähnt wurde Johann Baal, Sohn einer alteingesessenen Sattlerfamilie, als er etwa zwanzigjährig eine Anstellung als Organist und Komponist am Hof von Peter Philipp von Dernbach erhielt. 1685 gab er diesen Posten auf, um als Pater Marianus ins Kloster Münsterschwarzach einzutreten. 

## Werke
Vom kompositorischen Schaffen Baals ist nur wenig erhalten; einzig vier Motetten wurden im Druck veröffentlicht. Als sein wichtigstes überliefertes Werk gilt eine „Messe in A“, die durch Johann Sebastian Bach (Kyrie) und Johann Gottfried Walther (Gloria, Credo, Sanctus, Agnus Dei) handschriftlich kopiert wurden. Außerdem sind einige auf geistlicher Poesie basierende Motetten für Solostimme und Generalbass sowie eine Violinsonate in a-moll erhalten.
- Argumentum et inscriptiones op. 1, vier Motetten für eine Singstimme und Basso continuo, Sonate in A für Violine und Basso continuo (Digitalisat beim IMSLP), Bamberg, 1677 RISM ID: 990002970 I Quiescat vox tua a ploratu für Sopran und Basso continuo II Bone Jesu, verbum patris für Tenor und Basso continuo (Digitalisat beim IMSLP) III Me miserum für Altus und Basso continuo IV Lucifer, coelestis olim  für Bass und Basso continuo
- Missa tota a due Violini due Viole, Fagottò,  4. Voci und  Basso continuo. RISM ID: 1001038979 (Digitalisat der Digitalisierten Sammlungen der Staatsbibliothek zu Berlin) (Digitalisat beim IMSLP)

Beide Werke wurden 1990 in der Gügelkirche in Scheßlitz von Mensa Sonora Freiburg unter der Leitung von Gerhard Weinzierl und der Sopranistin Johanna Koslowsky, dem Countertenor David Cordier, dem Tenor Winfried Jochens, dem Bassisten Stephan Schreckenberger und Konrad Junghänel auf der Chitarrone eingespielt und beim Label ambitusbarock veröffentlicht.